# 吉勒·贝尔南
吉勒·贝尔南（法語：Gilles Bernheim，1952年5月30日—），出生於法國奥弗涅-罗讷-阿尔卑斯大区薩瓦省的艾克斯萊班，曾經是法國猶太教首席拉比。

## 生平
他的猶太教訓練源自於索邦神學院，1977年他成為學生拉比，之後成員學者拉比，1997年成為巴黎大猶太會堂的拉比。
2008年參加法國首席拉比的競選，挑戰已經連續擔任三屆（21年）的約瑟夫·海姆·西特魯克，當年6月22日確認勝選，自2009年開始擔任法國首席拉比，原本每任首席拉比是7年制，但是他因為2013年爆發剽竊醜聞，因此自行宣布辭職。
2020年宣告將前往以色列耶路撒冷定居。

## 受獎
- 2009年：法國榮譽軍團勳章[7]